# Rașid Nurgaliev
Rașid Gumarovici Nurgaliev (în rusă Рашид Гумарович Нургалиев,   tătară Рәшит Гомәр улы Нургалиев; n. 8 octombrie 1956, Jıtıqara⁠(d), RSS Kazahă, URSS) este un general și politician rus care a ocupat funcția de ministru de interne al Rusiei din 2003 până în 2012.

## Tinerețe și educație
Nurgaliev s-a născut la Zhetikara, RSS Kazahă, pe 8 octombrie 1956, și este de etnie tătar de Volga. A absolvit Universitatea de Stat Kuusinen din Petrozavodsk în 1979. Ulterior a primit o diplomă de doctor în economie. Teza sa a vizat „aspectele economice ale formării întreprinderilor de afaceri în Rusia modernă”.

## Carieră

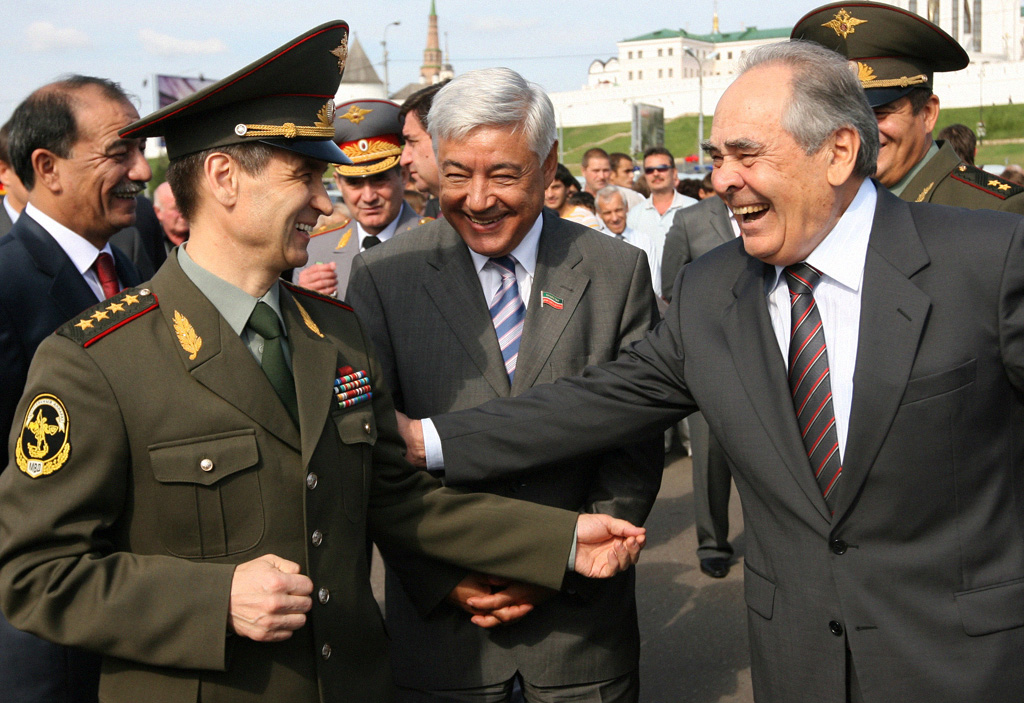
Nurgaliyev (stânga) cu președintele Tatarstanului Mintimer Shaimiyev, 2009

Din 1981 până în 1995 a lucrat la Direcția KGB din Carelia și succesorul acesteia, Ministerul Securității din Karelia, în perioada 1992-1994 condus de Nikolai Patrușev.
În 1995 s-a mutat la Moscova și a fost numit inspector șef al Direcției Inspectorale a FSK (FSB) și șef al unei secții a Departamentului de securitate internă al FSB condus de Nikolai Patrușev.
În 2002 a devenit prim-viceministru de interne al Rusiei. În 2003 a devenit ministru al MAI. El a fost demis din funcție la 21 mai 2012, fiind înlocuit de Vladimir Kolokolțev. La doar două zile după demiterea sa, pe 23 mai, a fost numit secretar adjunct al Consiliului de Securitate.
Deține gradul de general al armatei.

## Viață personală
Nurgaliev este căsătorit și are doi copii. Din punct de vedere religios, este musulman.

## Onoruri și premii
- Ordinul de Merit pentru Patrie, clasele a III-a și a IV-a
- Ordinul de Onoare
- Ordinul Sfântului Drept Mare Duce Dmitri Donskoy, clasa I (2005, Biserica Ortodoxă Rusă)
- Ordinul Akhmad Kadyrov (2006, Republica Cecenă)
- Cetățean de onoare al Republicii Carelia
- Premiul Yuri Andropov
- Medalie „În comemorarea a 1000 de ani de Kazan”
- Medalie pentru distincție în serviciul militar, clasa a II-a
- Medalia de merit în desfășurarea recensământului național
- Medalia jubiliară „100 de ani de cale ferată transsiberiană”
- Medalie „În comemorarea a 300 de ani de Sankt Petersburg”
- Medalia jubiliară „70 de ani de forțe armate ale URSS”
- Medalie pentru întărirea cooperării militare (apărare)
- Medalia „200 de ani de Ministerul Apărării”
- Medalia „Pentru meritul militar” (MIA)
- Medalie „Pentru un serviciu impecabil”, clasa I